# Guðmundur Þórarinsson
Guðmundur "Gudi" Þórarinsson, född 15 april 1992 i Selfoss, är en isländsk fotbollsspelare (mittfältare).

## Karriär
Den 28 januari 2020 värvades Þórarinsson av New York City. Den 11 december 2021 blev han MLS Cup-mästare med New York City FC.

## Meriter

### Klubb
UMF Selfoss
- 1. deild (1): 2009[2]

Rosenborg
- Eliteserien (1): 2016[3][4]
- Norska mästerskapet i fotboll (1): 2016

New York City
- MLS Cup: 2021